# Grand Hotel (Taipéi)
El Grand Hotel (en chino, 圓山大飯店; pinyin, Yuánshān Dà Fàndiàn; literalmente, ‘Yuanshan Gran Hotel’: 圓山大飯店; pinyin: Yuánshān Dà Fàndiàn; literalmente: "Yuanshan Gran Hotel", traducido como Gran Hotel de la montaña redonda), es un ícono de la ciudad de Taipéi localizado en Yuanshan (圓山) en el distrito Zhongshan, República de China. El hotel fue construido en mayo de 1952 y el edificio principal de 14 pisos fue completado el 10 de octubre de 1973. Su propietario es el gobierno de Taiwán y es operado por la Fundación Duen-Mou de Taiwán, una organización sin ánimo de lucro. El hotel ha recibido a muchos dignatarios extranjeros durante sus visitas a Taipéi.
El edificio principal del hotel es uno de los edificios clásicos chinos más altos del mundo, con 87 metros de alto. Fue también el edificio más alto en Taiwán entre 1973 y 1981.

## Historia
Después de la retirada de Chiang Kai-shek a Taiwán en 1949, Chiang sintió necesidad de construir un hotel de 5 estrellas en Taipéi para alojar a dignatarios extranjeros. Quería un hotel extravagante que impresionara a los huéspedes. Su esposa Soong mayo-ling (Madame Chiang) sugirió construirlo en el lugar del antiguo Hotel de Taiwán en la montaña Yuanshan, allí quedaban las ruinas del Gran Santuario de Taiwán, un santuario Shinto durante la ocupación japonesa. Chiang optó por una arquitectura al estilo de un palacio chino para promover la cultura china entre los visitantes de occidente. El diseño del nuevo hotel fue confiado al arquitecto Yang Cho-Cheng residente en Taipéi.
El hotel fue inaugurado en mayo de 1952, pero siguió siendo expandido por varios años antes de convertirse en el hito conocido actualmente. La piscina olímpica, las canchas de tenis, y lounge para afiliados estuvieron listos en 1953, y el Pabellón y el Restaurante del Dragón Dorado abrieron en 1956. El Pabellón Fénix de Jade y el pabellón Chi-Lin abrieron en 1958 y en 1963, respectivamente. En 1968 el hotel fue catalogado como uno de los diez mejores hoteles del mundo por la revista de Fortune de los EE. UU. El hotel fue completado finalmente en 1973 convirtiéndose inmediatamente en un ícono de Taipéi.
En junio de 1995 un incendio desastroso se propagó por el techo del edificio principal. Infortunadamente, ni las bombas de agua ni las escaleras alcanzaron esa altura y el techo y los pisos superiores quedaron destruidos. Luego de tres años de trabajos el hotel abrió nuevamente al público en 1998. Después de este accidente, las dos cabezas de dragón en el techo fueron rotadas 180 grados de manera de señalar hacia adentro. Dado que los dragones son tradicionalmente un símbolo de lluvia y agua, esto simboliza la preparación que ahora se tiene para prevenir este tipo de incidente.
En años recientes el hotel viene en declive principalmente por la feroz competencia de hoteles de lujo que han abierto en puntos más céntricos de la ciudad. Al mismo tiempo algunos de los clientes del hotel han sentido que las instalaciones han envejecido y el servicio ha declinado. El mismo gobierno ha dejado de promoverlo para sus grandes eventos luego de un incidente en el que el primer ministro quedó atrapado en un elevador tratando de asistir a un banquete de estado en el piso superior.

## Características

### Características generales
Con sus columnas rojas y su techo característico, el hotel es una vitrina de la cultura y la arquitectura china. El hotel contiene numerosas obras de arte, murales, pinturas, tallas, y grandes restaurantes. El tema de los dragones es frecuente en la decoración y obras de hotel por lo que también es conocido como Palacio del Dragón. Otros motivos frecuentes son los leones e la flor de ciruela.
Cada una de los ocho niveles de huéspedes representa una dinastía china diferente, lo que se ve reflejado en sus murales y en el decorado en general. El hotel tiene un total de 490 habitaciones. Las habitaciones que dan al sur tienen una vita panorámica de la ciudad de Taipéi. Según la información del hotel, la suite presidencial contiene muebles pertenecientes a la familia de Chiang Kai-shek. Los precios oscilan entre 99$ por una habitación económica y 4.859$ por la suite presidencial.
El hotel también tiene también facilidades de centro de convenciones para diferentes tipos de eventos.

## Huéspedes notables
- Richard Nixon – Se alojó en el hotel durante un viaje por Asia en 1965[9]
- Ronald Reagan[10]
- Bill Clinton[10]
- Warren Christopher – Llegó en medio de protestas por el rompimiento de relaciones de Estados Unidos con Taiwán durante el gobierno de Jimmy Carter.[10]
- Benigno "Ninoy" Aquino, Jr.[11]
- Nelson Mandela[12]
- Margaret Thatcher[12]
- Shigeru Yoshida[12]
- El Shah De Irán Mohammad Reza Pahlavi[10]
- El Rey Hussein de Jordania[10]
- Lee Kuan Yew.[10]
- Chen Yunlin

## Acontecimientos notables
- Sexta cumbre Chen-Chiang (20 al 22 de diciembre de 2010)

## En la cultura popular
- El Gran Hotel de Taipéi apareció en la película de 1994  Comer, beber, amar del director taiwanés Ang Lee.
- Uno de los niveles del videojuego de 2010 Protocolo de Alfa se escenifica en el hotel.

## Galería de imágenes

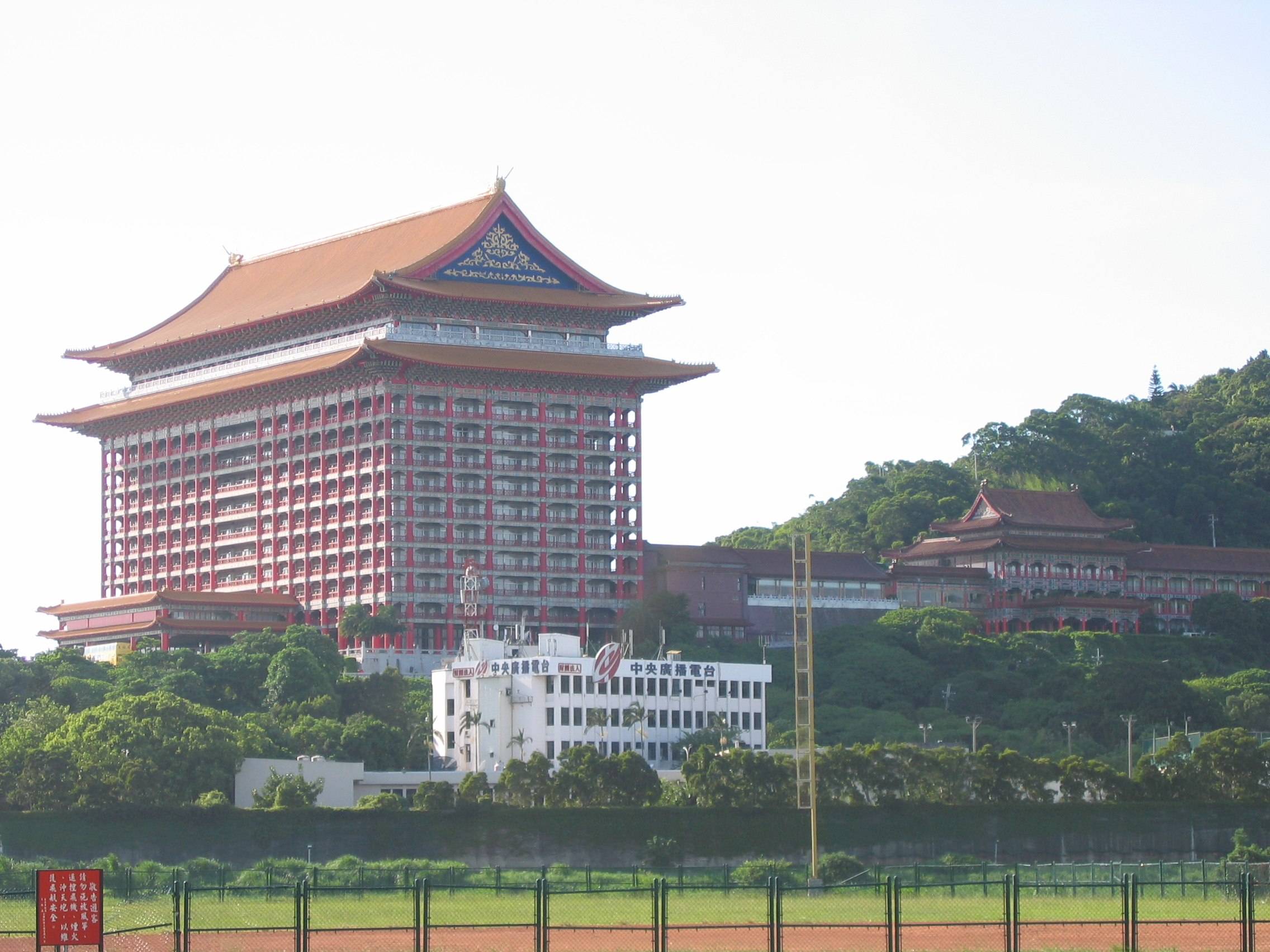
Vista del Gran Hotel desde lejos.
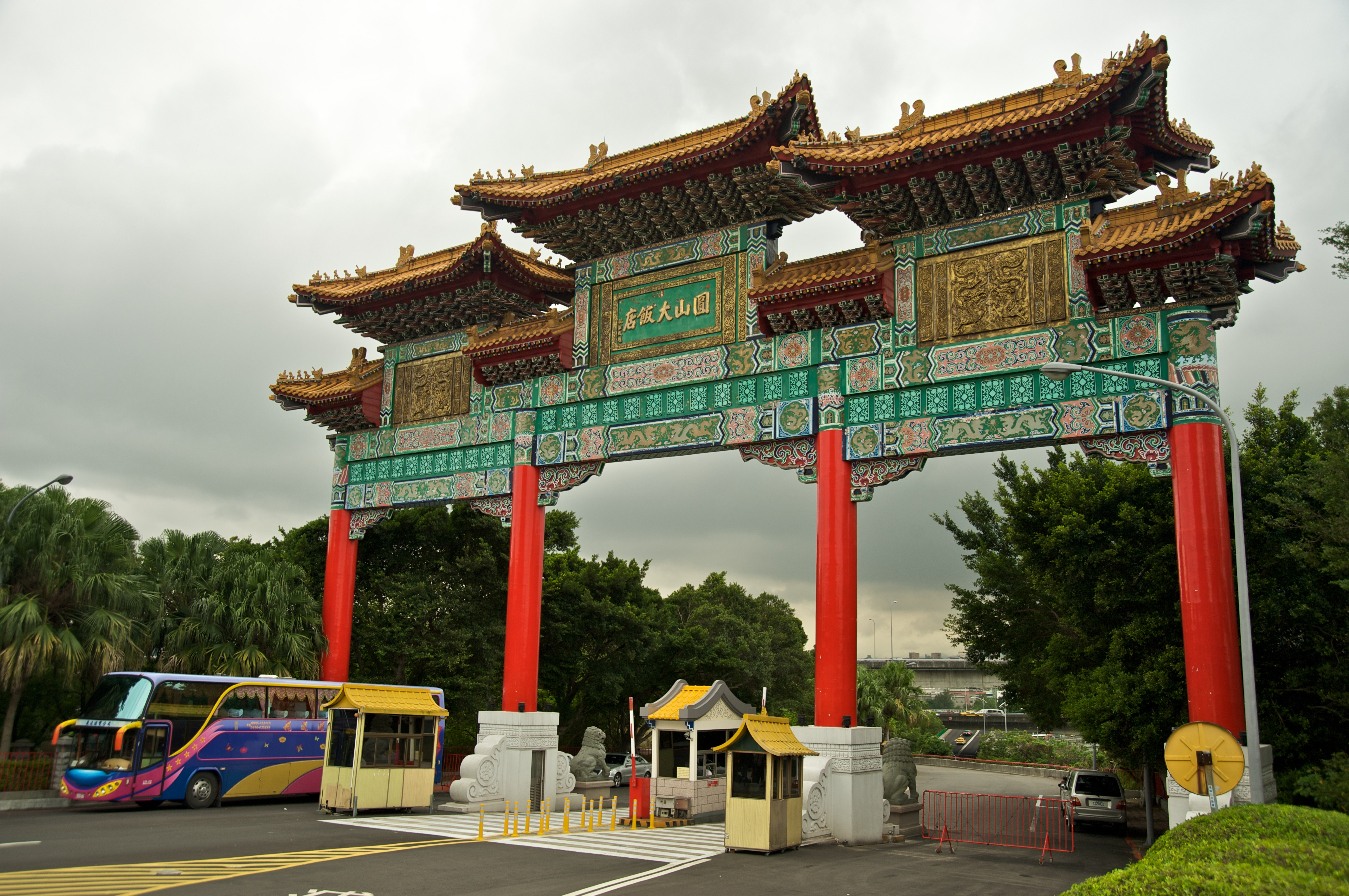
Portal de entrada.
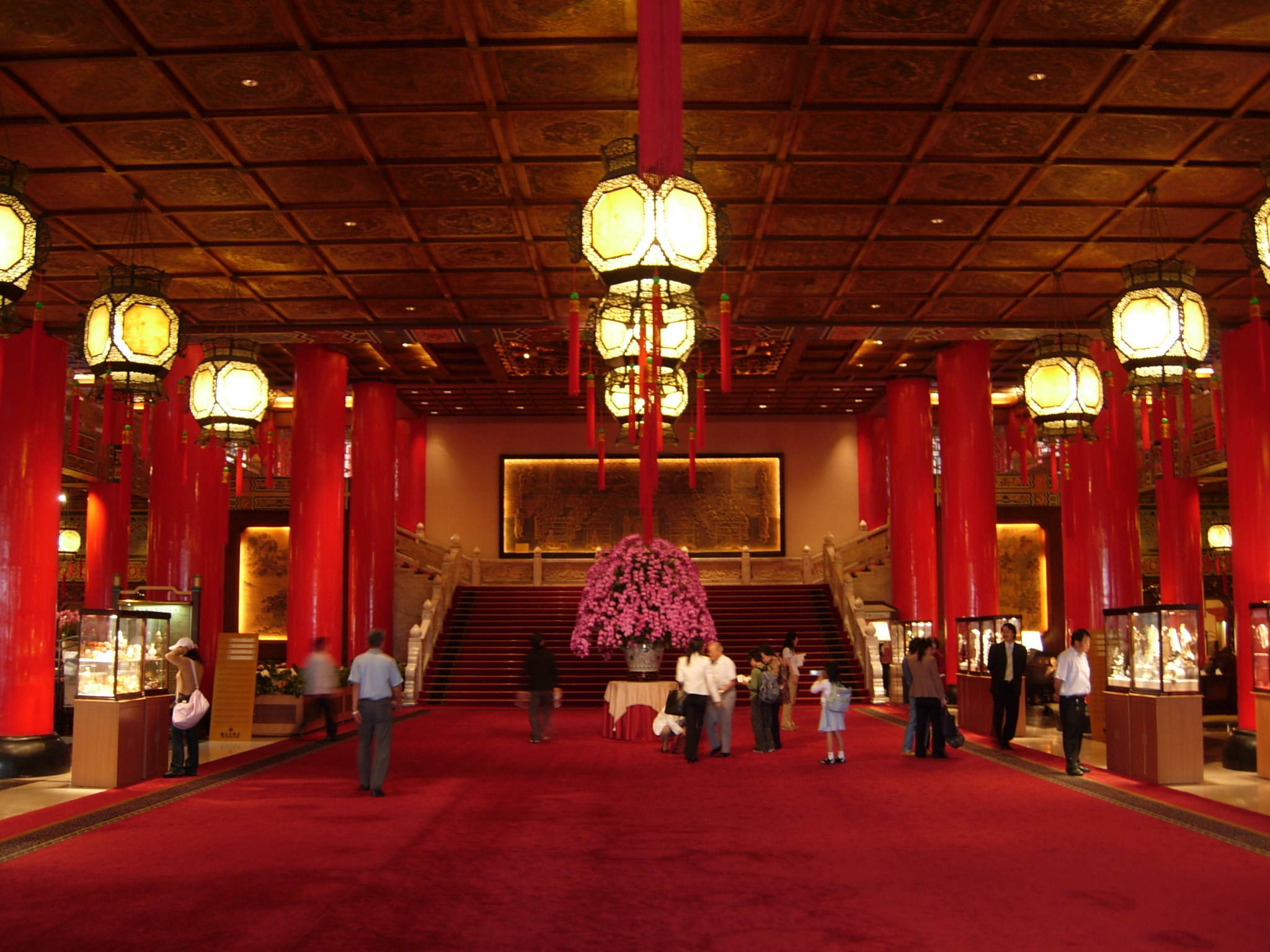
Lobby
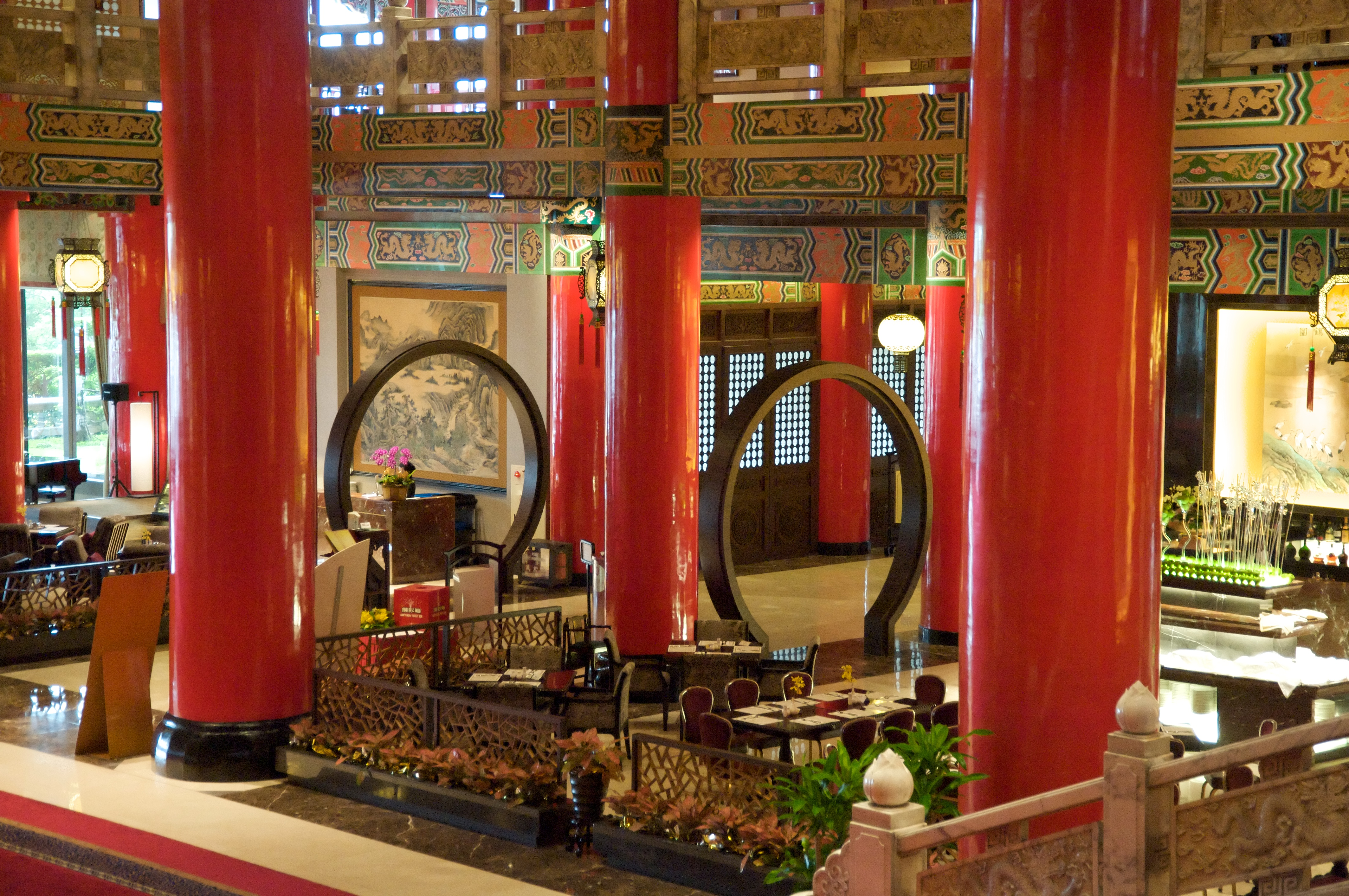
Barra y Cafetería.
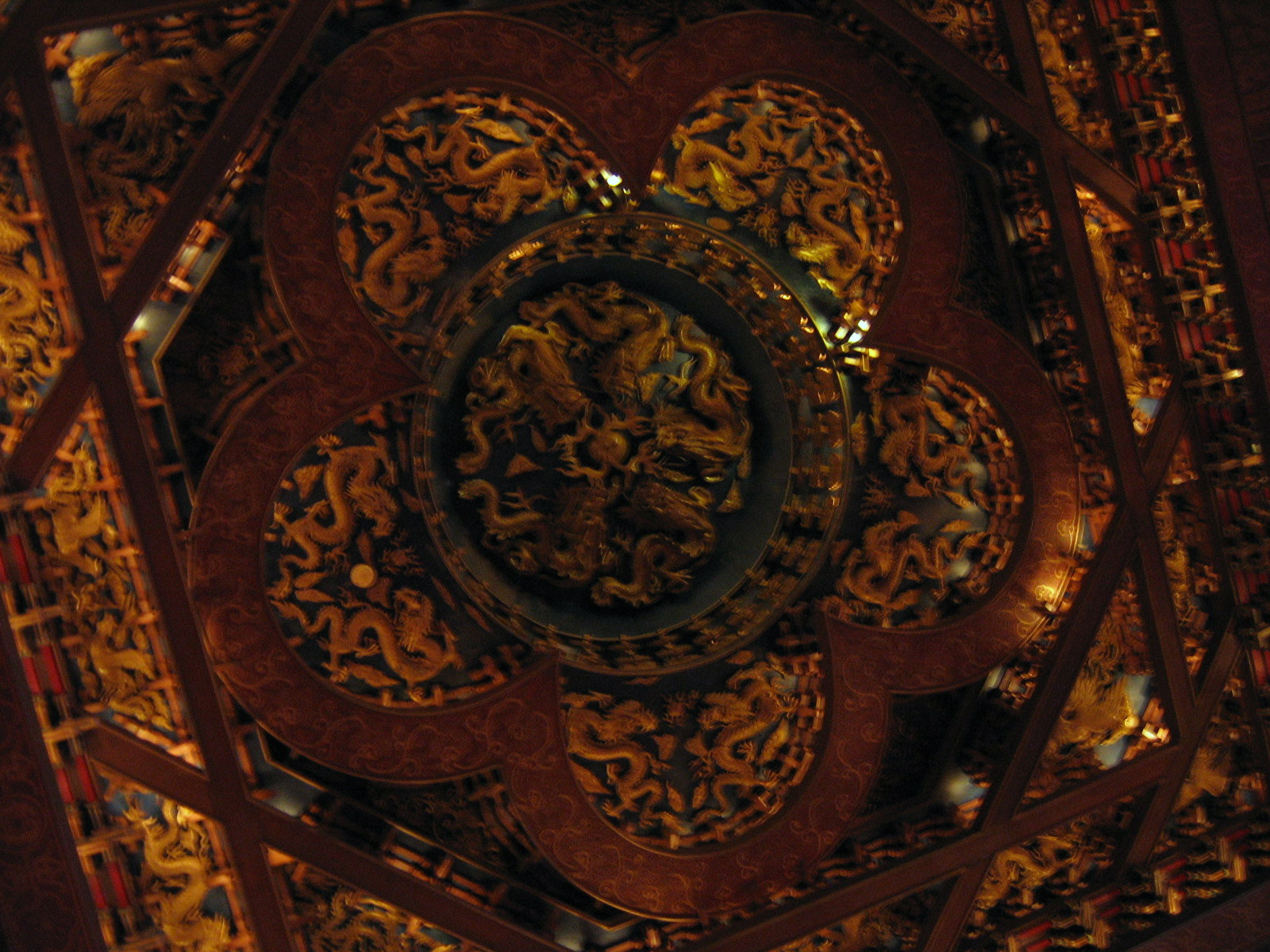
La flor de ciruela y dragones en el techo de lobby.